# ラナシェンサ

ヨーロッパにおけるカタルーニャ語圏

ラナシェンサ（カタルーニャ語: Renaixença, カタルーニャ語発音: [rənəˈʃɛnsə], 西カタルーニャ語: [renajˈʃɛnsa]）は、19世紀中頃のカタルーニャ地方で興ったカタルーニャ語とカタルーニャ文化の復興運動。運動名はカタルーニャ語で「ルネサンス」（文芸復興）を意味する。同時期のガリシア地方で興ったレシュルディメントやオック語圏で興ったフェリブリージュ運動と比較される。カタルーニャ語の規範化以前にはRenaixensaとも綴られた。ラナシェンサ運動の盛り上がりには『ラナシェンサ』紙が関係しており、運動の名称はこの雑誌に由来する。

## 経過

### ラナシェンサの背景
1701年から1714年のスペイン継承戦争でカタルーニャ君主国はスペイン帝国のフェリペ5世に反抗したが、バルセロナ包囲戦の末に降伏した。1716年1月16日にはスペイン帝国によって新国家基本法が発令され、カタルーニャの伝統的慣習やフエロ（特権）などが抑制された。カタルーニャ地方は自治権を失った上に、公的な場でのカタルーニャ語の使用禁止などの報復措置を受けた。家庭などではカタルーニャ語が使用されていたが、詩や小説などの文学作品には使用されることのない俗語という立場に落ち込んだ。
一方で、スペイン継承戦争前からカタルーニャ人はスペイン帝国のアメリカ大陸貿易から除外されていたが、18世紀後半になると大陸貿易への参加が認められ、カタルーニャ地方の経済状況は徐々に上向いた。18世紀後半にはカタルーニャ語を再評価する動きが見えるようになり、19世紀初頭にはジュゼップ・パウ・バリョットが『カタルーニャ語の文法と擁護』（1814年）を、アントニ・プッチ・イ・ブランシュがカタルーニャ語詩『カスティーリャのコムニダーデス』を、プラットが新約聖書のカタルーニャ語版を著した。ラナシェンサとムダルニズマは、スペイン継承戦争後から続いていたカタルーニャ文化の衰退の時代（ラ・ダカデンシア）に終りを告げるものである。

### 運動の高まり

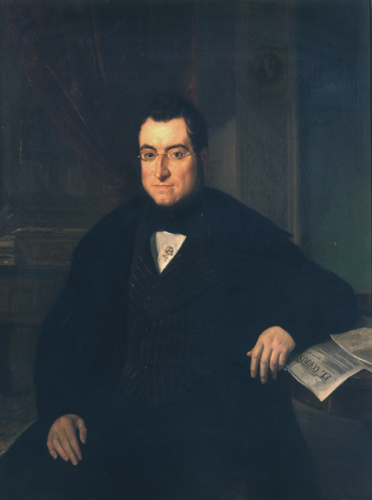
運動の発端となったアリバウ

ラナシェンサ運動の発端は、1833年にボナバントゥーラ・カルラス・アリバウが余興としてカタルーニャ語で書いた詩『祖国』である。カタルーニャの知識人たちは『祖国』を読み、文学作品にカタルーニャ語が使用されたこと自体に大きな衝撃を受けた。なお、アリバウ自身は生涯の大半をマドリードで過ごし、生活言語にはスペイン語を使用していた。
叙情詩人のマヌエル・ミラー・イ・フンタナルスもラナシェンサの提唱者のひとりであり、運動に大きな影響を与えた。当初はロマン主義の復興という目的を持っていたが、19世紀に興った自然主義や象徴主義などの様式や思想を取り入れている。ラナシェンサとは特定の文化様式を指すものではなく、それが花開いた文化的状況を指すものである。この運動はバルセロナなど狭義のカタルーニャ地方だけではなく、バレアレス諸島などのカタルーニャ語圏でも高まった。
狭義にはカタルーニャ語を文学言語として復興させようとする運動であり、広義にはカタルーニャ文化の復興または形成を意図する運動だった。他のロマン主義運動と同様に、ラナシェンサは中世の文芸を称賛することを特徴としている。1840年代にはカタルーニャ語による文学活動が広がりを見せ、ジュアキン・ルビオー・イ・オルスは「リュブラガートの風笛奏者」という筆名で『バルサローナ』紙にカタルーニャ語の詩を発表した。1859年には中世に開催されていた「花の宴」(Jocs Florals)として知られる詩歌競技会がバルセロナで復活した。「花の宴」では聖職者でもある詩人のジャシン・バルダゲー等が活躍し、バルダゲーは壮大な叙事詩『アトランティダ』をカタルーニャ語で執筆した。バルダゲーは『バルセロナ讃歌』や『カニゴー』なども発表し、カタルーニャの国民的詩人とされている。「花の宴」は学者や詩人による中世の再評価の一環であり、彼らは学問研究ではスペイン語を使用していたことに留意する必要がある。
19世紀後半には劇作家のアンジャル・ギマラーが『海と空』や『低地』を著した。「少数言語の復興に貢献した」功績で、1904年にはプロヴァンス語の再興に貢献したフレデリック・ミストラルと共同でノーベル文学賞を受賞するはずだったが、スペイン中央政府の干渉によってギマラーは受賞者リストから外れ、代わりにスペイン語作家のホセ・エチェガライ・イ・アイサギレがミストラルと共同受賞している。

### カタルーニャ主義の出発点

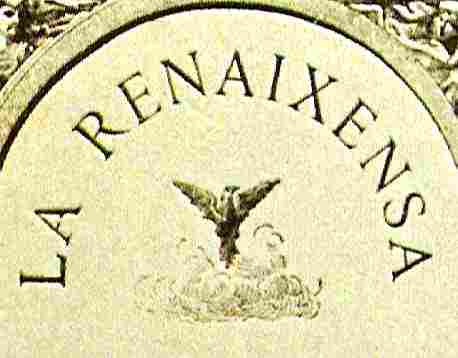
不死鳥が描かれた『ラ・ラナシェンサ』誌の表紙

それまでのスペイン中央政府は地方言語での文芸コンクールには寛容だったが、ラナシェンサ運動が高まりを見せていた1867年には「スペインの諸地方の方言」だけで話される演劇を禁じた。劇作家のフラデリック・スレールはカタルーニャ口語で演劇脚本を書いて保守的な思想を風刺している。カタルーニャ各地にカタルーニャ語での合唱協会が設立され、バルセロナ県の県令は合唱協会が政治的組織の性格を帯びているとして警戒した。1860年代以降には大衆を購読者層とするカタルーニャ語の雑誌や新聞が登場。文芸誌の『カタルーニャの暦』誌、1883年には22,000部を発行したユーモア誌の『洒落の鐘』誌、1871年にギマラーが主幹となって雑誌として創刊し、1881年に日刊紙となった『ラ・ラナシェンサ』紙などである。当初の「花の宴」には学問的な言語が用いられていたが、1877年にギマラーが口語で書いた作品で褒章を受けたことは、民衆の言語が学問的な言語にとって代わった象徴的な事例だった。
1881年には『ラ・ラナシェンサ』紙と政治家のバランティ・アルミライが共同でセントラ・カタラー（カタルーニャ・センター）を設立し、1883年には第2回カタルーニャ主義会議を開催した。『ラ・ラナシェンサ』紙は非政治的であることを主張したためアルミライとの関係はすぐに崩れたが、カタルーニャ主義会議ではカタルーニャ法を擁護する委員会の設置、カタルーニャ語のアカデミーの創設（1911年にインスティテュ・ダストゥディス・カタランス言語学部門として達成）、カタルーニャ主義の団体の組織化がなされ、カタルーニャ主義運動の出発点となった。

### ラナシェンサ後
1830年代から1840年代に始まった運動は、1880年代に他の文化的運動が派生するまで続いた。芸術・演劇・文学など、様々な形態でのカタルーニャ語の推進を通じて文化言語としての機能を完全に復興させるだけでなく、ラナシェンサ運動ではこの言語の規範化をも達成させようとしていたが、現代カタルーニャ語の完全な規範化は20世紀最初の四半期まで完遂されることはなかった。当初はRenaixensaと綴られていたが、後のムダルニズマ期にプンペウ・ファブラが現代カタルーニャ語の規範化を行い、Renaixençaと綴られるようになった。
19世紀末にはラナシェンサとはやや性格の異なるムダルニズマという文芸運動が興った。ラナシェンサは懐古主義的で文学中心の運動であるが、ムダルニズマは前衛的で建築や美術中心の運動であり、建築の分野ではアントニ・ガウディ、リュイス・ドゥメナク・イ・ムンタネー、ジュゼップ・プッチ・イ・カダファルクなど、美術の分野ではラモン・カザスやサンティアゴ・ルシニョールなどが活躍した。

## 関係する人物
- ボナバントゥラ・カルラス・アリバウ（スペイン語版） : 著作家。
- マヌエル・ミラー・イ・フンタナルス（スペイン語版） : 言語学者・哲学者・叙情詩人・文学者。
- ジュアン・マラガイ : 詩人・翻訳者（ギリシア語・ドイツ語）・ジャーナリスト・随筆家。
- ジャシン・バルダゲー : 詩人。
- アンジェル・ギマラー : 劇作家。
- ナルシス・ウリェール（スペイン語版） : 小説家。エミール・ゾラの自然主義の影響を強く受けており、産業革命、社会、心的態度の変化などを小説の題材とした。
- フラデリック・スレール（スペイン語版） : 劇作家。「ピタラ」という名で知られる。古典的な規則を用いたカタルーニャ語よりも当時の口語を好んだ。
- ジュアキン・ルビオー・イ・オルス（スペイン語版） : 詩人。「リュブラガートの風笛奏者」(Lo Gayté del Llobregat / El Gaiter del Llobregat)などの筆名を用いた。
- ビクトル・カタラー（スペイン語版） : 象徴主義の著作家。
- マルティ・ガニス・イ・アギラール（カタルーニャ語版） : 著作家。
- アントニ・プッチ・イ・ブランシュ（スペイン語版） : 詩人。
- フランセスク・カンプルドン（スペイン語版） : 詩人。
- ビクトル・バラゲール（スペイン語版） : 著作家。「ムンサラートの吟遊詩人」(Lo trovador de Montserrat)という筆名を用いた。

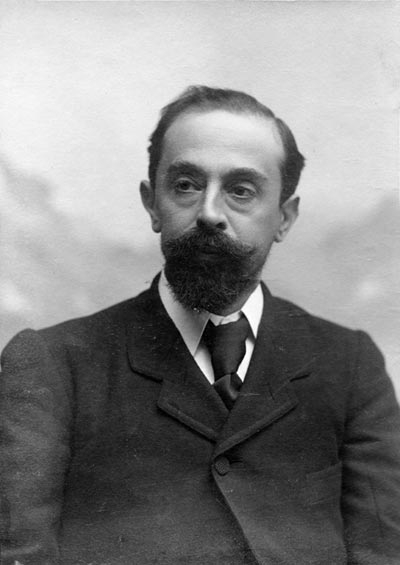
ジュアン・マラガイ
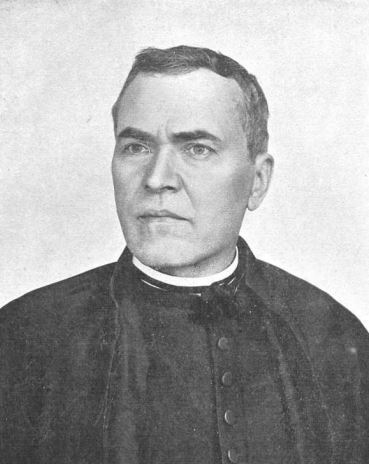
ジャシン・バルダゲー
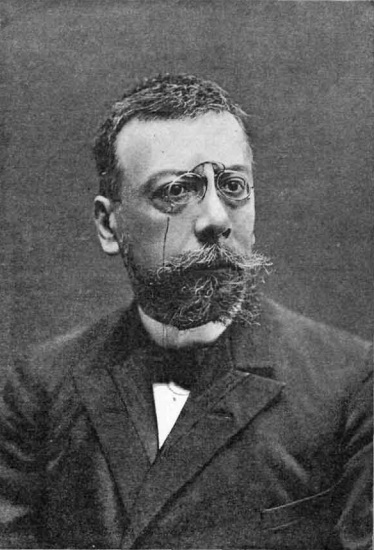
アンジェル・ギマラー
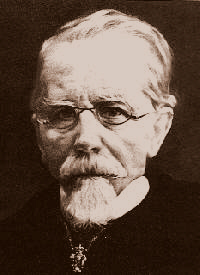
ジュアキン・ルビオー